# Enez
Enez es un distrito de la provincia de Edirne, Turquía, así como el nombre de la ciudad capital del mismo. Su nombre antiguo es Eno. Cuenta con una población de 3.752 (2007).
En 1355, Enez pasó a pertenecer a la República de Génova. En 1456, la ciudad fue conquistada por el sultán turco Mehmed II, además de la mayor parte de las posesiones genovesas en el Egeo.
La ciudad de Enez se encuentra en la orilla sur del río Meriç, cuyo estuario se ensancha para encontrarse con el Egeo en el golfo de Saros. Enez ocupa una cadena montañosa rodeada de marismas.